# Anne Clark
Anne Clark (Croydon, 14 mei 1960) is een Britse dichteres en avant-gardistische muzikante uit het gesproken woord-genre.

## Levensloop
Anne Clark, dochter van een Ierse moeder en een Schotse vader, verliet school op haar zestiende. Ze had diverse baantjes, waaronder verpleegster in een psychiatrische instelling. Bonaparte Records, een plaatselijk Londens label, was eveneens een van haar vroege werkgevers. Ze raakte betrokken bij het Warehouse Theatre, waar ze al snel de programmering ging verzorgen. Ze liet er verschillende artiesten uit de punkrock-scène optreden, onder wie Paul Weller, The Durutti Column en French and Saunders. Daarnaast werkte ze als co-uitgeefster bij de uitgeverij van Weller en werkte ze mee aan televisiereeksen van de BBC.
Ze begon zelf met teksten en muziek te experimenteren en trad voor het eerst samen met Depeche Mode op; in 1982 bracht ze haar eerste album uit, The Sitting Room. Voor de albums Changing Places, Joined Up Writing en Hopeless Cases werkte ze samen met toetsenist David Harrow. Het album Pressure Points maakte ze samen met John Foxx.
Tussen 1987 en 1990 verbleef Clark in Noorwegen. In 1991 bracht ze met Charlie Morgan Unstill Life uit. Daar Morgan echter op 36-jarige leeftijd overleed, werden verdere samenwerkingsprojecten node afgeblazen. In 1993 maakte ze The Law is an Anagram of Wealth, op een aantal gedichten van Friedrich Rückert.
Vanaf 1994 veranderde de stijl van Clark drastisch: in die periode begon ze akoestische muziek te maken. Psychometry is live opgenomen in de Passionskirche te Berlijn. Met Martyn Bates nam ze Just After Sunset op, met naar het Engels vertaalde teksten van Rainer Maria Rilke.
De oorspronkelijke Anne Clark sloot stilistisch bij de new wave aan; haar muziek is veelal elektronisch georiënteerd, en, met uitzondering van haar akoestische fase, grijpt ze sedert 2002 ook opnieuw naar deze stijl terug. Zelf zingt ze in feite niet; ze draagt haar gedichten voor op een muzikale achtergrond, en haar teksten gaan hoofdzakelijk over de angst voor de moderne wereld, verlatenheid en ongemak (al gaat ze in To Love and Be Loved ook op het relationele in). In 2005 werkte ze met de Belgische groep Implant.
In 2008 kwam Anne eindelijk met nieuw werk. The Smallest Acts of Kindness is afwisselend, met donkere en met warme geluiden.
Met Full Moon en As Soon As I Get Home laat ze haar eigen geluid horen.
Tot 2014 woonde ze in Norfolk tot ze naar Kieldrecht verhuisde. Zeer bekende nummers van haar zijn onder andere Our darkness, Sleeper in Metropolis en Wallies.

## Discografie
- 1982 The Sitting Room
- 1983 Changing Places
- 1984 Joined Up Writing
- 1984 Our Darkness
- 1985 Pressure Points
- 1986 An Ordinary life
- 1987 Hopeless Cases
- 1988 R.S.V.P.
- 1991 Unstill Life

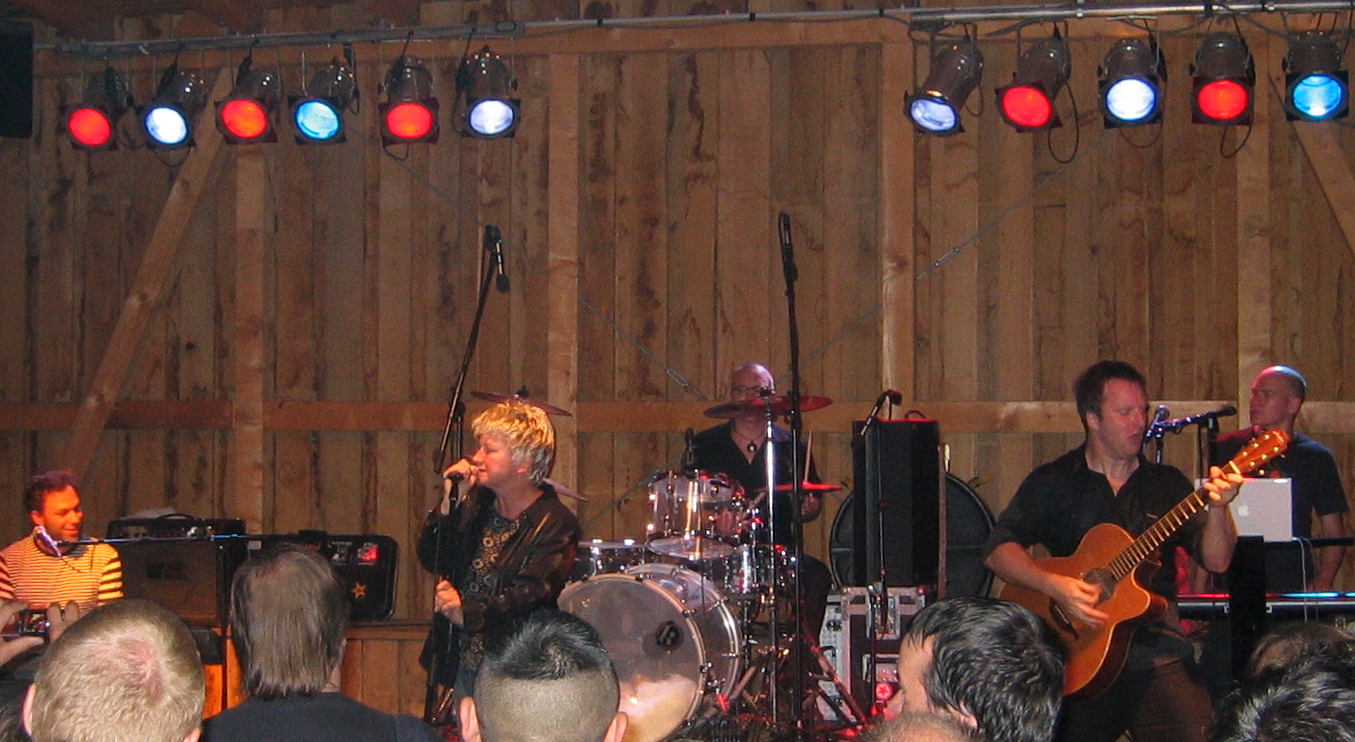
Anne Clarks groep in 2008. V.l.n.r. Murat Parlak, Anne Clark, Niko Lai, Jeff Aug, Rainer von Vielen

- 1993 The Law is an Anagram of Wealth
- 1994 Psychometry
- 1995 To Love and Be Loved
- 1997 Wordprocessing (remixes)
- 1998 Just After Sunset – The Poetry of Rainer Maria Rilke
- 2003 From the Heart – Live in Bratislava
- 2004 Notes Taken, Traces Left
- 2008 The Smallest Acts of Kindness